# Chiesa della Santissima Annunziata (Montecarotto)
La chiesa della Santissima Annunziata è la parrocchiale di Montecarotto, in provincia di Ancona e diocesi di Jesi; fa parte della zona pastorale di Montecarotto.

## Storia

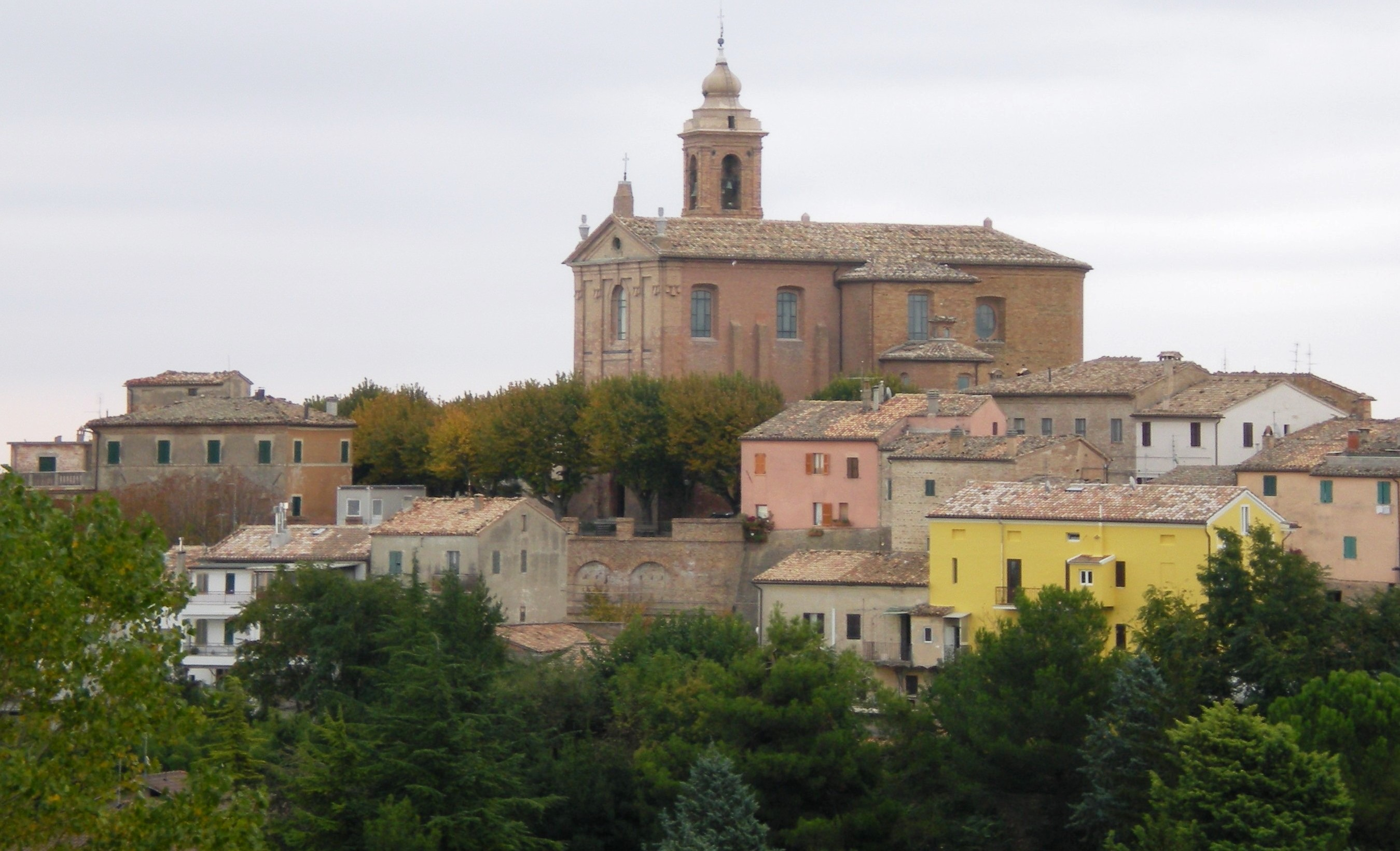
Chiesa Collegiata della Santissima Annunziata di Montecarotto ,vista dalla Chiesa di San Francesco

L'antica chiesa plebana di Montecarotto, detta anche chiesa della Pieve e dedicata alla Madonna fin dal XIII secolo, in documenti del XVI secolo viene chiamata chiesa di Santa Maria della Pieve originariamente fuori dalle mura castellane, venne costruita una prima volta nel '400 dentro il pomerio, nel punto più alto del colle ove un tempo si elevava la rocca. Non esistono notizie precise che indichino la data di costruzione né le dimensioni di questa prima chiesa dentro le mura che probabilmente non era molto grande.
Da documenti del 1425 sappiamo che la comunità civile montecarottese aveva acquistato delle case adiacenti alla chiesa per permetterne l'ampliamento mentre nel 1432 risulta essere terminata sempre da parte della comunità la costruzione del campanile che poi venne dotato di quattro campane. Ciò che è certo è che la ricostruzione della chiesa consacrata nel 1490 fu vasta e che questa ricostruzione è avvenuta tra la prima e seconda metà del XV secolo ad opera e per merito della comunità civile di Montecarotto. Questo importante contributo permise alla popolazione di rivendicare il diritto di giuspatronato sulla chiesa e di acquisire il diritto unico nella diocesi di Jesi di eleggere il parroco. Ciò è avvenuto fino agli anni molto recenti del Concilio Vaticano II. Queste prime due chiese entro le mura oltre ad essere luogo di culto servirono nei primi tempi delle libertà comunali, perlomeno fino a tutto il XV secolo, come luogo di riunione del parlamentum ovvero dell'assemblea dei capifamiglia fino a quando all'inizio del XVI secolo non venne costruito il palazzo comunale. Nel 1490 il vescovo Tommaso Ghislieri consacra la nuova chiesa in sostituzione della precedente del XIII - XIV secolo. Di questa nuova chiesa sappiamo che aveva la facciata orientata ad oriente, al contrario della chiesa odierna, era meno vasta della chiesa attuale ed aveva sette altari.
Nella seconda metà del Settecento la vecchia chiesa plebana viene demolita di nuovo per il grave e fatiscente stato di conservazione e si preferisce la totale ricostruzione ad un intervento di restauro della chiesa vecchia di trecento anni. Il progetto viene affidato vista la sua complessità, al domenicano padre Pietro Belli, che nel 1779 inizia i lavori che proseguono fino al 1804 anno della consacrazione da parte del vescovo di Macerata san Vincenzo Maria Strambi, sebbene la chiesa fosse già officiata da diversi anni. La facciata invece viene ultimata nel 1807. La solennità del nuovo tempio fece sì che la collegiata eretta come tale con decreto vescovile del 1660 venne elevata con decreto papale nel 1808 a collegiata Apostolica.

## Descrizione
La chiesa, costruita in laterizio è a croce latina ad una sola navata in stile neoclassico con influssi barocchi, misura in lunghezza m.32,5; m. 29,25 al transetto, m. 10 in larghezza nel corpo della chiesa, m. 16,2 in altezza. All'interno nel presbiterio sopra il coro ligneo realizzato in noce e intagliato opera del maestro intagliatore Marcantonio Polidori di San Lorenzo in Campo si leva la tela dell'Annunciazione della Vergine del secolo XVI di autore ignoto. Il catino dell'abside è stato affrescato nel 1950 per iniziativa del parroco di allora, dal pittore Ernesto Bergagna della scuola del Beato Angelico di Milano con l'immagine dominante del Cristo Pantocratore. L'altare maggiore di scagliola opera di Michele Ruscon di Lugano conserva il vecchio paliotto di marmi policromi di stile cosmatesco. All'interno dall'altare maggiore sono custodite le reliquie di San Placido, patrono del paese. A sinistra dell'altare maggiore, nel braccio del transetto, si trova l'altare della Madonna dell'antica confraternita del Gonfalone, realizzato in scagliola in stile barocco su disegno di Arcangelo Vici padre di Andrea Vici, mentre nella parte opposta si colloca l'altare del Sacramento, anch'esso in scagliola e di stile barocco opera di Giuseppe Scala di Milano. La pala d'altare rappresenta L'ultima Cena ed è opera di inizio '600 di Giambattista di Rocca Contrada (oggi Arcevia). Lungo la navata si trovano quattro altari posti all'interno di nicchie, realizzate entro lo spessore del muro. Il primo altare entrando sulla sinistra è dedicato a San Carlo Borromeo; di fronte l'attuale altare del battistero anticamente dedicato alla Natività. A sinistra l'altare successivo è dedicato al Sacro cuore: a destra l'altare dedicato al Cuore Immacolato di Maria in origine era dedicato all'Immacolata Concezione e probabilmente vi era conservata la Madonna Immacolata - Angeli e Santi di Antonuzzo da Jesi ora nel museo diocesano di Jesi.
Attigua alla chiesa nel 1792 è stata edificata la canonica su disegno di Isidoro Capponi.
Il transetto termina con due cappelle con al centro due altari. Sull'altare destro (rispetto all'ingresso della navata) poggia il Tabernacolo.
Opere d'arte presenti al suo interno:
- Madonna con Bambino e i S.S. Michele Arcangelo, Lorenzo e Giovanni Battista , datata 1587 di Ercole Ramazzani (XVI secolo) originariamente conservata nella chiesa di San Lorenzo Di Montecarotto.
- Madonna con Bambino e i S.S. Francesco, Giuseppe e Agostino , datata 1588 originariamente conservata nella chiesa di Santa Maria delle Grazie di Montecarotto, di Ercole Ramazzani (XVI secolo)
- La Madonna delle Grazie, datata 1561 restaurata nel 2001 di Antonuccio da Jesi della famiglia degli Aquilini (1580-1647) originariamente conservata nella chiesa di Santa Maria delle Grazie di Montecarotto.
- Immacolata Concezione, datata 1627 attribuita dopo studi recenti a Antonuccio da Jesi invece che a Antonino Sarti (1580-1647) è ora conservata nel Museo diocesano di Jesi.[2]
- Madonna Immacolata - Angeli e Santi, del secolo XVI-XVII Antonuzzo da Jesi è ora conservata nel Museo diocesano di Jesi.
- Cristo coronato di Spine, copia del Cristo Deriso dipinto da Annibale Carracci nel 1596 sec XVI - XVII Scuola dei Carracci.
- Madonna del Carmelo, datata 1678 originariamente conservata nella chiesa di Santa Maria delle Grazie di Montecarotto, di Giacomo Pincellotti.
- Annunciazione (tavola del XVI secolo) ad imitazione del Beato Angelico.
- Annunciazione (tavola del XVII secolo) di autore ignoto.
- Santa Cecilia, metà del sec. XVII attribuita a Giovanni Francesco Ferri (1701-1775).
- Madonna col Bambino, del XVI-XVII secolo Scuola Raffaellesca.
- Statua lignea del Cristo Risorto datata 1781 di Corrado Teutonico (XVII secolo).
- Statua lignea dorata raffigurante San Floriano datata 1695 di autore ignoto.
- Statua lignea dorata raffigurante La Madonna della Vittoria con il bambino in braccio arte barocca del secolo XVII di autore ignoto.
- Croce processionale in argento sbalzato e cesellato del secolo XVI.
- Organo di Saverio Vici e Sebastiano Vici risalente al 1776. L'organo è stato oggetto di un restauro nel 2009 da parte della ditta F.lli Ruffatti che ne ha consentito il suo ritorno al funzionamento musicale.[3][4]
- Nella cripta vi è una raccolta di preziosi reliquiari di reliquie di santi e un sarcofago del VI secolo d.C.